# Никола Шмит
Никола Шмит (на люксембургски: Nicolas Schmit) е люксембургски политик от Люксембургската социалистическа работническа партия.
Роден е на 10 декември 1953 година в Диферданж. Завършва икономика в Института за политически изследвания в Екс ан Прованс, след което работи като дипломат. От 1989 година заема различни политически постове, а от 2009 година е министър на труда, заетостта и имиграцията. През 2019 година е избран за депутат в Европейския парламент, а по-късно през същата година – за европейски комисар за работните места и социалните права в Комисията „Фон дер Лайен“.